# Catedral nueva de Coímbra
La Catedral Nueva de Coímbra, de la ciudad de Coímbra en Portugal, está situada en la plaza principal cerca de la Universidad de Coímbra. Pertenece a la diócesis de Coímbra.

## Historia

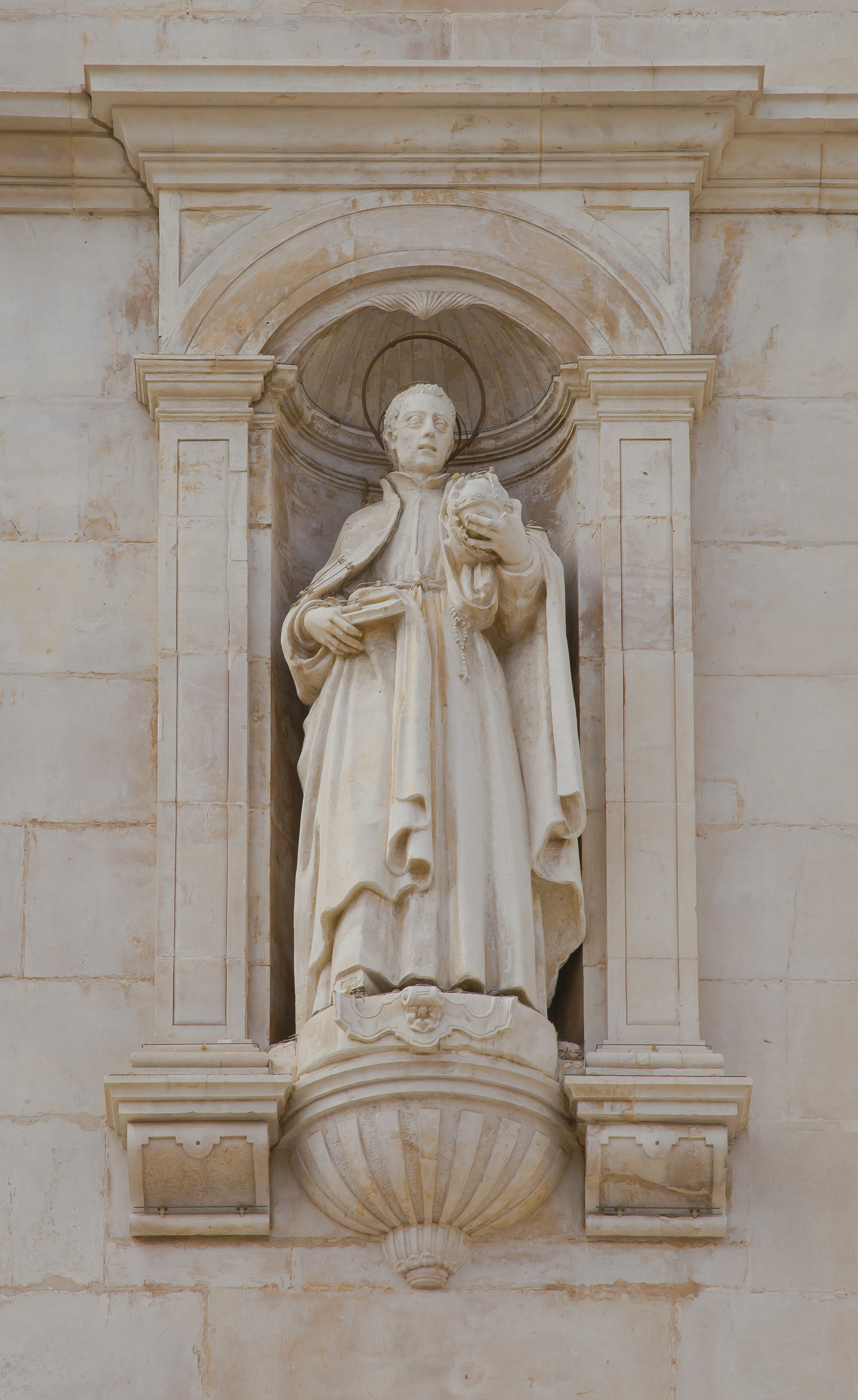
Estatua de la fachada

Originalmente, la Catedral Nueva fue la iglesia del Colegio de los Jesuitas (Colegio de las Once Mil Vírgenes), que se había instalado en Coímbra en 1541. La iglesia comenzó a construirse en 1598, por un arquitecto responsable del proyecto de los jesuitas de Portugal, Baltazar Álvares, influida por la Iglesia de San Vicente de Fora (Lisboa). Las obras fueron muy lentas y el culto no comenzó hasta 1640 y el templo se inauguró en 1698.
En 1759, los jesuitas fueron expulsados de Portugal y el Marqués de Pombal, en 1772, hizo transferir la sede episcopal de Coímbra de la Catedral Vieja a la espaciosa iglesia jesuítica.

## Arquitectura
La fachada de la iglesia está marcada por fuertes líneas y tiene cuatro estatuas de santos jesuitas. En la parte superior de la fachada, finalizada en el siglo XVIII, la decoración es barroca, que contrasta con las partes más bajas, de estilo manierista. El interior es de una nave abovedada con capillas laterales y crucero con bóveda y cúpula. El transepto y el presbiterio están decorados con enormes retablos de talla dorada, construidos a finales del siglo XVII y principio del siglo XVIII. Las capillas laterales contienen retablos manieristas y barrocos.
La sillería del coro, del siglo XVII, fue traída de la Catedral Vieja así como la magnífica pila bautismal de una de la capillas lateral, esculpida en estilo gótico manuelino por Pedro y Felipe Henriques en el siglo XVI.